# Agence pour l'éducation par le sport
L'Agence pour l'éducation par le sport est une association d'éducation et d'insertion par le sport fondée en 1997. Elle a pour objectif de soutenir et d'aider les projets d'insertion par le sport en France. Ses missions sont l'incubation et l'accompagnement de projets d'insertion par le sport ainsi que la création de dispositifs d'accompagnements grâce à la mise à disposition de moyens humains et financiers.
L'association compte en 2021 40 collaborateurs répartis sur 5 pôles en France, en Île-de-France, en Auvergne-Rhône-Alpes, dans le Grand-Est, en Normandie ainsi qu'en Provence-Alpes-Côte-D'azur. Sa zone d'influence s'étend sur toute la France ainsi qu'en Outre-mer puisque l'association possède une antenne régionale à La Réunion.

## Histoire
L'Agence pour l'éducation par le sport est créé en 1997 par Jean-Philippe Ascenci et Jean-Claude Perrin. Les deux hommes partent du constat qu'un club sportif peut aussi bien servir à la vie d'un quartier qu'une école. Ancien entraîneur de haut niveau en athlétisme, Jean-Claude Perrin a rencontré Jean-Philippe Ascenci quand celui-ci était encore sportif en activité et partant du constat que le sport est un outil efficace d'insertion, ils ont créé L'Agence pour l'éducation par le sport en 1997. L'association met en avant le sport comme outil d'insertion en proposant d'autres matières de recruter en privilégiant notamment les soft skills.

## Structure et organisation

### Soutien
L'association peut s'appuyer sur de nombreuses personnalités du monde du sport et de la politique ainsi que de nombreuses grandes entreprises qui soutiennent le projet. Parmi les personnes au sein de sa gouvernance, on trouve par exemple d'ancien sportif comme Marc Lièvremont, Brigitte Deydier ou Ryadh Sallem. L'Agence pour l'éducation par le sport peut également compter sur le soutien de plusieurs personnalités du monde de la banque comme ou des affaires comme François Thierry-Mieg ou Yves Nanquette, ancien directeur général du Crédit Lyonnais.

### Dispositif
L'Agence pour l’éducation par le sport propose différents dispositif d'insertion par le sport parmi lesquels on retrouve déclic sportif, l’Équipe de France Espoir ou encore Fais-nous rêver.

#### Fais-Nous Rêver
Fais-nous rêver est un dispositif national de repérage et d'accompagnement de projet d'éducation par le sport en France. Lancé en 1997, ce dispositif permet aux associations de soumettre leurs projets à un jury qui peut récompenser les meilleurs projets en proposant un accompagnement financier, grâce aux partenariats que possède l'association avec les banques, et humain en faisant entrer ces associations dans le réseau de l'association.

#### L'équipe de France espoir
L'équipe de France espoir est un dispositif lancé en Juillet 2020 par l'agence pour l'éducation par le sport et constitué de 17 étapes à travers la France. Durant ces étapes d'une durée d'une journée, les différents acteurs de l'insertion par le sport se rencontrent autour de manifestation sportives où se mêlent politiques, sportifs et jeunes et où l'insertion par le sport est au centre de la journée. Plusieurs journées ont déjà eu lieu notamment à Troyes le 9 Juillet 2020, à Mulhouse le 20 Juillet 2020 ou encore à Roubaix.

#### Déclics sportifs
Déclics sportifs est un dispositif d'insertion visant à offrir des emplois aux jeunes en difficulté dans les quartiers défavorisés des grandes villes par le biais de leurs clubs sportifs. C’est un dispositif présent dans les régions où l'association possède une antenne régionale. Ce projet se définit comme un intermédiaire entre le jeune et une entreprise. L'Agence pour l'éducation par le sport propose d’offrir aux jeunes une formation en lien avec l’entreprise qui souhaite l’embaucher puis elle le suit afin de l’accompagner vers un emploi durable. Ce dispositif peut être mis en place grâce à l'appui de plusieurs grandes entreprises et de banques.